# پایان راه
پایان راه فیلمی به کارگردانی و نویسندگی افسانه منادی محصول سال ۱۳۸۵ است.

## بازیگران
- فرهاد اصلانی
- بهزاد خداویسی
- مسیح میرحسینی
- فاطمه گودرزی
- مریم کاویانی
- پرویز خشنودی
- فائزه کمالی فر